# Егерские полки Российской империи
Егерские полки Российской империи — полки лёгкой пехоты, существовавшие в Русской императорской армии в период от начала Наполеоновских войн до 1833—1834 годов.

## Возникновение егерей
В России егеря (охотники) появились при Румянцеве. Заметив во время Семилетней войны пользу, которую приносили пруссакам охотники (егеря), он во время операции под Кольбергом в 1761 году сформировал из охотников особый батальон, который хотя и не был назван егерским, но по характеру деятельности соответствовал этому названию. Батальон разделялся на пять рот по 100 человек в каждой и для большей устойчивости ему было придано два орудия.
Снаряжение егерей было самое облегчённое: вместо шпаг в портупеи были вложены штыки; тяжёлые гренадерские сумки были заменены лёгкими мушкетёрскими, палатки отобраны, галуны со шляп спороты, плащи оставлены лишь желающим. Каждый охотник (егерь) был снабжён шнобзаком (мешком) для трёхдневного продовольствия. Для действий приказано избирать места «наиудобнейшия и авантажнейшия, в лесах, деревнях, на пасах»; «в амбускадах (засадах) тихо лежать и молчание хранить, имея всегда перед собой патрули пешие, впереди и по сторонам». Егеря служили также для поддержки действий лёгкой конницы.
Также граф П. И. Панин, начальствуя в 1763—1764 годах войсками в Финляндии, «где положение земли такого существа, что в случае военных операций совсем невозможно на ней преимуществами кавалерийско-лёгких войск пользоваться, но требует она необходимо лёгкой и способнейшей пехоты», сформировал команду егерей в 300 человек. Обучив их действию «в тамошней земле, состоящей из великих каменных гор, узких проходов и больших лесов», он просил воинскую комиссию, образованную императрицей Екатериной II для рассмотрения вопросов по благоустройству и реорганизации армии осмотреть его команду и, если представится польза в таком корпусе, то ввести его в состав русской армии. Комиссия нашла, что команда Панина обучена всем тем военным действиям, «с которыми таковой корпус может с особливою пользою в военное время отправлять службу как егерскую, так и всякую другую по званию лёгкой пехоты».
На основании этого доклада было повелено сформировать егерский корпус из 1650 человек при полках Финляндской, Лифляндской, Эстляндской и Смоленской дивизий, как ближайших на случай войны к теми державами, «коих ситуация земель и их войска требуют против себя лёгкой пехоты». С этой целью в 25 мушкетёрских полках были учреждены егерские команды, назначением в них по 5 человек от каждой гренадерской и мушкетёрской роты. В егеря выбирались люди «самаго лучшаго, проворнаго и здороваго состояния». Офицеров для егерей велено было назначать таких, которые отличаются особою расторопностью и «искусным военным примечанием различностей всяких военных ситуаций и полезных, по состоянию положений военных, на них построений».
Содержание рядовых егерей внутри империи производилось наравне с гренадерами; обмундирование отличалось большей простотой; вооружены они были лучшим оружием. Для боевых действий егеря строились не в три, а в две шеренги, попарно, саженях в двух пара от пары; все построения делались беглым шагом; рассыпались в одну шеренгу, «содержа в подкрепление рассыпанным некоторое число оставших в сомкном фронте».
В 1767 году число егерей было доведено до 3500 человек, а в 1769 году егерские команды были введены во всех пехотных полках.
Польза егерей обнаружилась в войне с польскими конфедератами и в Первую русско-турецкую войну, когда они придавались подвижным колоннам, а также на Кавказе в экспедициях против горцев. Румянцев назначал их всегда в авангард наряду с лёгкой кавалерией, а в боевых порядках ставил рядом с артиллерией. Суворов последовал его примеру. Так, благодаря егерям, зародился новый тип боевого порядка.

## Егерские батальоны и корпуса
В 1770 году Румянцев свёл в своей армии егерские команды в батальоны. Потёмкин, явившийся горячим сторонником егерей, в качестве вице-президента Военной коллегии, узаконил это, сведя егерские команды всех мушкетёрских полков в егерские батальоны 6-ротного состава (920 человек в батальоне). В 1777 году было 8 батальонов егерей — 1-й и 2-й Сибирские, Белорусский, Кабардинский, Бугский, Горский, Днепровский и Финляндский, а через 10 лет число их дошло до 43.
В 1785 году отдельные егерские батальоны (кроме двух Сибирских), было установлено свести в четырёхбатальонные егерские корпуса, числом 10 и численностью до 29 940 человек. Формирование корпусов растянулось на несколько лет.
- Белорусский егерский корпус — сформирован 14 января 1785 года.
- Бугский егерский корпус — сформирован 14 января 1785 года.
- Екатеринославский егерский корпус — сформирован в 1787 году.
- Кавказский егерский корпус — сформирован 14 января 1785 года.
- Кубанский егерский корпус — сформирован в 1786 году.
- Лифляндский егерский корпус — сформирован 14 января 1785 года.
- Таврический егерский корпус — сформирован 14 января 1785 года.
- Финляндский егерский корпус — сформирован 14 января 1785 года.
- Эстляндский егерский корпус — сформирован 24 августа 1788.
- Литовский егерский корпус — сформирован в 1795 году.

После образования Литовского егерского корпуса общая численность егерей дошла до 39 тысяч человек.
В 1788 году Потёмкин составил для обучения егерей особую инструкцию, из которой видно, что в русской армии проведение в жизнь принципов новой тактики рассыпного строя всецело выпало на долю егерей. Из егерей нередко выходили люди, прославившиеся своими военными талантами. Так, в числе командиров егерских корпусов были Кутузов, Гудович, Михельсон, а командирами батальонов были в разное время Барклай-де-Толли, Багратион и граф М. Ф. Каменский.
Униформа егерских частей во второй половине XVIII века:

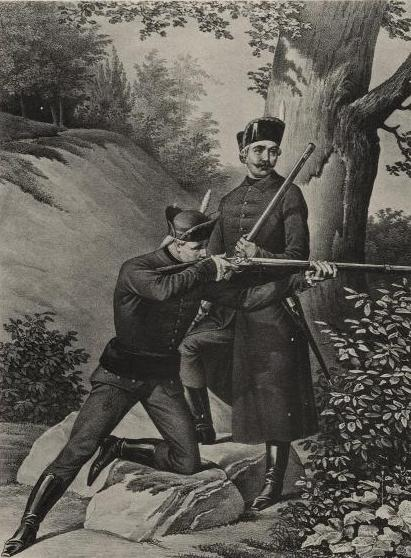
Рядовые егеря с 1765 по 1786 год
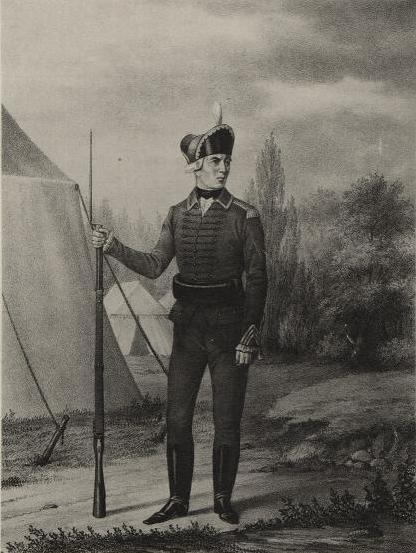
Егерский унтер-офицер с 1765 по 1777 год
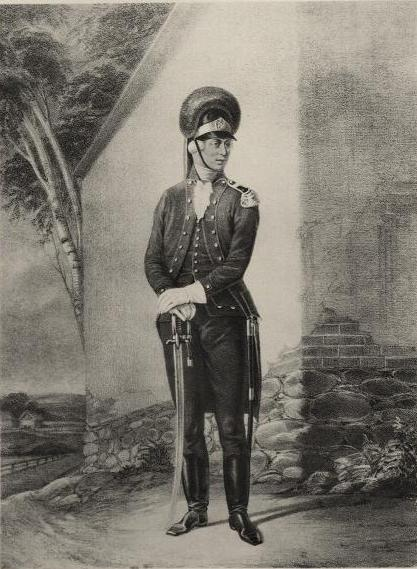
Егерский офицер с 1786 по 1796 год

## Появление егерских полков
В начале царствования императора Павла, в 1796 году последовал указ о переформировании егерских корпусов в егерские пятиротные батальоны, а вслед за тем, 17 мая 1797 года, об образовании егерских полков десятиротного состава. Однако, этой реформой армии был нанесён скорее ущерб: число егерей в общем сократилось, так как из батальонов, состоявших из 1000 человек, были сформированы полки в 883 человек. К 1801 году число егерей составляло лишь 8 % полевой пехоты.
В начале царствования императора Александра I егерские полки были усилены двумя гренадерскими ротами (по одной на действующий батальон), причём полки перешли на трёхбатальонный состав. С этого же времени (1801) егерские полки начали называться по номерам. Число их постепенно возрастало и к началу Отечественной войны 1812 года в русской армии было два гвардейских егерских полка (Егерский и Финляндский) и 50 армейских егерских полков.
В апреле 1813 года первыми в Русской Армии, знаками отличия на головные уборы (коллективная награда), были удостоены 20-й, 1-й, 5-й и 14-й егерские полки.
В продолжение войны с Францией, шесть егерских полков (1, 3, 8, 14, 26 и 29-й) за отличия были переименованы в гренадерские егерские и после войны получили название карабинерных. В 1817 году был сформирован новый гвардейский полк на егерском положении — лейб-гвардии Волынский.
В апреле 1818 года Барклаем-де-Толли было издано наставление для обучения егерских полков. Согласно этому наставлению, «рассыпное действие присвоено егерям преимущественно пред остальной пехотой»; егерю должно было уметь «преодолевать все препятствия, какие только встретиться могут…». «Однако же, в виду того, что не всегда можно отряжать егерей к подкреплению каждой части линейной пехоты, то поэтому и в каждом линейном полку часть людей должна была быть обучена как егеря». По этому же наставлению указывалось, что «боевой порядок рассыпного строя состоит из егерей, построенных в одну линию, попарно, в некотором друг от друга расстоянии. Резервы егерской цепи составляли третьи шеренги взводов, в цепи рассыпанных».
К концу эпохи Александра I егеря составляли 60 полков: 3 гвардейских, 7 карабинерных и 50 егерских, все, кроме Волынского (имевшего два батальона), трёхбатальонного состава.

## Реформа егерей в 1833—1834 годах
При императоре Николае I в 1833—1834 годах номерные егерские полки были упразднены, а пехотные и мушкетёрские полки, на пополнение которых поступили батальоны бывших егерских полков, были преобразованы на егерском положении. Состав пехоты был так организован, что во всех армейских пехотных дивизиях вторые бригады состояли из двух егерских полков, в гвардейских же дивизиях только четвёртые полки были егерскими.
В это же время начали нарождаться новые пехотные части, к которым всецело и перешла роль лёгкой пехоты — стрелковые и линейные батальоны, в последние были переформированы некоторые бывшие егерские полки, квартировавшие в Финляндии и на Кавказе.

## Окончательное упразднение егерей
В 1856 году последовало новое преобразование: все карабинерные егерские полки были переименованы в гренадерские полки; все егерские полки — в пехотные (за исключением Тифлисского и Мингрельского егерских полков, переименованных в гренадерские). Лейб-гвардии Егерский полк был переименован в лейб-гвардии Гатчинский (имя Егерского было возвращено в 1871 году) и переформирован на общем пехотном положении. Таким образом, егерские полки перестали существовать, они слились с линейными войсками в единые стрелковые роты, батальоны и полки.

## Список номерных егерских полков
В качестве основной принята нумерация полков, существовавшая на момент начала Отечественной войны 1812 года; для полков, сформированных после 1812 г. принята нумерация на момент сформирования. Показаны краткая справка формирования егерских полков, а также их преемственность в последующих формированиях.

### 1-й — 10-й егерские полки
- 1-й егерский полк: сформирован 17 мая 1797 г. как 2-й егерский полк, переименован в 1-й егерский 31 марта 1801 г., затем назван 1-м гренадерским егерским; 30 августа 1815 г. назван 1-м карабинерным; в 1833 г. был слит с частью бывшего 3-го егерского полка и назван Карабинерным генерал-фельдмаршала князя Барклая-де-Толли полком; 19 марта 1857 г. назван Несвижским гренадерским полком.
- 2-й егерский полк : сформирован 17 мая 1797 г. как 3-й егерский полк, впоследствии переименован во 2-й егерский; упразднён 28 января 1833 г.; старшинство и знаки отличия сохранены в Омском пехотном полку.
- 3-й егерский полк: сформирован 17 мая 1797 г. как 4-й егерский полк, в 1801 г. назван 3-м егерским, в 1814 г. назван 3-м Гренадерским егерским. В 1815 г. полк был переименован в 3-й карабинерный и в 1826 г. к имени полка было присоединено имя его шефа генерал-фельдмаршала князя Барклая-де-Толли; упразднён 28 января 1833 г. старшинство сохранено не было, а знаки отличия были сохранены в Несвижском и Самогитском гренадерских полках.
- 4-й егерский полк: сформирован 17 мая 1797 г. как 5-й егерский полк, в 1801 г. наименован 4-м егерским; упразднён 28 января 1833 г.; старшинство и знаки отличия сохранены в Пермском пехотном полку.
- 5-й егерский полк: сформирован 17 мая 1797 г. как 6-й егерский полк, в 1801 г. переименован в 5-й; упразднён 25 января 1833 г., старшинство и знаки отличия были сохранены в Красноярском пехотном полку.
- 6-й егерский полк: сформирован 17 мая 1797 г. как 7-й егерский полк, в 1798—1800 гг. именовался по шефам полка, 29 марта 1801 г. назван 6-м егерским полком; упразднён 28 января 1833 г. старшинство и знаки отличия были сохранены в Устюжском пехотном полку.
- 7-й егерский полк: сформирован 17 мая 1797 г. как 8-й егерский полк, в 1798—1800 гг. именовался по шефам полка, 26 марта 1801 г. назван 7-м егерским полком; упразднён 28 января 1833 г.; старшинство и знаки отличия были сохранены в Иркутском пехотном полку.
- 8-й егерский полк: сформирован 17 мая 1797 г. как 9-й егерский полк, 26 марта 1801 г. назван 7-м егерским полком, в 1814 г. назван 8-м гренадерским егерским; в 1815 г. назван 3-м карабинерным полком; упразднён 28 января 1833 г., старшинство полка сохранено не было а знаки отличия сохранены Киевском и Таврическом гренадерских полках.
- 9-й егерский полк: сформирован 17 мая 1797 г. как 10-й егерский полк, с 1798 по 1801 г. именовался по шефам, 29 марта 1801 г. назван 9-м егерским; в 1819 г. переименован в 42-й егерский, но в 1825 г. прежнее название было возвращено; упразднён 28 января 1833 г.; старшинство и знаки отличия были сохранены в Троицком пехотном полку.
- 10-й егерский полк: сформирован 17 мая 1797 г. как 11-й егерский полк, с 1798 по 1801 г. именовался по шефам, 29 марта 1801 г. назван 10-м егерским; упразднён 28 января 1833 г., старшинство и знаки отличия были сохранены в Уральском пехотном полку.

### 11-й — 20-й егерские полки
- 11-й егерский полк: сформирован 17 мая 1797 г. как 12-й егерский полк, с 1798 по 1801 г. именовался по шефам, 29 марта 1801 г. назван 11-м егерским; упразднён 28 января 1833 г., старшинство и знаки отличия были сохранены в Донского пехотного полка.
- 12-й егерский полк: сформирован 17 мая 1797 г. как 13-й егерский полк, с 1798 по 1801 г. именовался по шефам, 22 марта 1801 г. назван 12-м егерским. 29 августа 1805 г. 12-й егерский полк выделил несколько рот на формирование 22-го егерского полка; упразднён 28 января 1833 г., старшинство и знаки отличия были сохранены в Саратовском пехотном полку.
- 13-й егерский полк: сформирован 17 мая 1797 г. как 14-й егерский полк, с 1798 по 1801 г. именовался по шефам, 29 марта 1801 г. назван 13-м егерским; упразднён 28 января 1833 г., старшинство и знаки отличия были сохранены в Козловском пехотном полку.
- 14-й егерский полк: сформирован 17 мая 1797 г. как 15-й егерский полк, в 1801 г. назван 13-м егерским, 3 апреля 1814 г. переименован в 14-й гренадерский егерский и 30 августа следующего года — в 4-й карабинерный полк; упразднён 28 января 1833 г., старшинство полка сохранено не было, а знаки отличия сохранены в Екатеринославском и Московском гренадерских полках.
- 15-й егерский полк: сформирован 17 мая 1797 г. как 16-й егерский полк, с 1798 по 1801 г. именовался по шефам, 29 марта 1801 г. назван 15-м егерским; упразднён 28 января 1833 г.; старшинство было сохранено в Коломенском пехотном полку.
- 16-й егерский полк: сформирован 17 мая 1797 г. как 17-й егерский полк, с 1798 по 1801 г. именовался по шефу, 29 марта 1801 г. назван 16-м егерским; упразднён 28 января 1833 г., старшинство было сохранено в Малоярославском пехотном полку.
- 17-й егерский полк: старейший полк русской императорской армии, сформирован 25 июля 1642 г. из регулярных стрельцов как Московский выборный солдатский Бутырский полк, в 1786 г. Бутырский полк был обращён на составление Кубанского егерского корпуса и 29 ноября 1796 г. этот корпус был переформирован и из него выделен 18-й егерский батальон, названный 17 мая 1797 г. 18-м егерским полком, с 1798 по 1801 г. полк именовался по шефу, 29 марта 1801 г. назван 17-м егерским, 12 февраля 1816 г. переименован в 7-й карабинерный и 27 марта 1827 г. назван Эриванским карабинерным, 19 февраля 1855 г. назван Лейб-гренадерским Эриванским Его Величества полком.
- 18-й егерский полк: имел старшинство с 22 февраля 1775 г., ногда был сформирован Сибирский егерский батальон, который в 1798 г. был переформирован в 19-й егерский полк и 29 марта 1801 г. назван 18-м егерским; упразднён 28 января 1833 г. старшинство и знаки отличия были сохранены в Воронежском пехотном полку.
- 19-й егерский полк: сформирован 17 мая 1797 г. как 20-й егерский полк, с 1798 по 1801 г. именовался по шефам, 31 марта 1801 г. назван 19-м егерским; упразднён 28 января 1833 г., старшинство и знаки отличия были сохранены в Волжском пехотном полку.
- 20-й егерский полк: сформирован 16 мая 1803 г., в 1815 г. назван 1-м егерским; упразднён 28 января 1833 г., старшинство и знаки отличия были сохранены в Петрозаводском пехотном полку.

### 21-й — 30-й егерские полки
- 21-й егерский полк: сформирован 29 августа 1805 г., в 1815 г. назван 3-м егерским; упразднён 28 января 1833 г.; старшинство и знаки отличия были сохранены Двинского пехотного полка.
- 22-й егерский полк: имел старшинство с 17 мая 1797 г., поскольку был сформирован 29 августа 1805 г. из выделенных рот 12-го егерского полка; упразднён 28 января 1833 г. старшинство было сохранено в Тамбовского пехотного полка.
- 23-й егерский полк: сформирован 31 октября 1805 г.; упразднён 28 января 1833 г., старшинство и знаки были сохранены в Ивангородском пехотном полку.
- 24-й егерский полк: сформирован 13 июня 1806 г.; упразднён 28 января 1833 г., старшинство и знаки отличия были сохранены в Островском пехотном полку.
- 25-й егерский полк: сформирован в 1806 г. из рот Екатеринбургского пехотного полка; упразднён 28 января 1833 г., старшинство полка сохранено не было, а знаки отличия были сохранены в Углицком пехотном полку.
- 26-й егерский полк: сформирован 13 июля 1806 г., 3 апреля 1814 г. назван 26-м гренадерским егерским, а 30 августа 1815 г. — 5-м карабинерным полком; упразднён 28 января 1833 г., старшинство полка сохранено не было, а знаки отличия унаследованы Сибирским и Малороссийским гренадерскими полками.
- 27-й егерский полк: сформирован в 1806 г.; упразднён 28 января 1833 г., старшинство полка сохранено не было.
- 28-й егерский полк: сформирован в 1806 г.; упразднён 28 января 1833 г., старшинство полка сохранено не было, а знаки отличия были сохранены в Тарутинском пехотном полку.
- 29-й егерский полк: сформирован в 1806 г. 3 апреля 1814 г. назван 29-м гренадерским егерским, а 30 августа 1815 г. — 6-м карабинерным; упразднён 28 января 1833 г., старшинство полка сохранено не было.
- 30-й егерский полк: сформирован в 1806 г., упразднён 28 января 1833 г., старшинство полка сохранено не было.

### 31-й — 40-й егерские полки
- 31-й егерский полк: сформирован в 1806 г., упразднён 28 января 1833 г., старшинство полка сохранено не было.
- 32-й егерский полк: сформирован в 1806 г., упразднён 28 января 1833 г., старшинство полка сохранено не было, а знаки отличия были сохранены в Тульском пехотном полку.
- 33-й егерский полк: сформирован 19 октября 1810 г. из Литовского мушкетёрского полка; упразднён 28 января 1833 г., старшинство сохранено не было, а знаки отличия были сохранены в Екатеринбургском и Тобольском пехотных полках.
- 34-й егерский полк: сформирован 19 октября 1810 г. из Виленского мушкетёрского полка; упразднён 28 января 1833 г.; старшинство сохранено не было.
- 35-й егерский полк: сформирован 19 октября 1810 г. из Софийского мушкетёрского полка, 18 декабря 1819 г. назван 26-м егерским; упразднён 28 января 1833 г., старшинство сохранено не было.
- 36-й егерский полк: сформирован 19 октября 1810 г. из Подольского мушкетёрского полка; упразднён 28 января 1833 г., старшинство сохранено не было.
- 37-й егерский полк: сформирован 19 октября 1810 г. из Воронежского (старого) мушкетёрского полка; упразднён 28 января 1833 г., старшинство сохранено не было.
- 38-й егерский полк: сформирован 19 октября 1810 г. из Галицкого мушкетёрского полка; упразднён 28 января 1833 г., старшинство сохранено не было.
- 39-й егерский полк: сформирован 19 октября 1810 г. из Брянского мушкетёрского полка; упразднён 28 января 1833 г., старшинство сохранено не было, а знаки отличия сохранены в Кабардинском, Самурском и Ленкоранско-Нашебургском пехотных полках.
- 40-й егерский полк: сформирован 19 октября 1810 г. из Одесского мушкетёрского полка, упразднён 21 марта 1834 г., старшинство 40-го егерского полка сохранено не было, а знаки отличия были сохранены в 3-м батальоне Куринского пехотного полка.

### 41-й — 50-й егерские полки
- 41-й егерский полк: сформирован 19 октября 1810 г. из Орловского мушкетёрского полка, в 1819 г. переименован в 17-й егерский, но в 1825 г. прежнее именование было возвращено; упразднён 28 января 1833 г., причём 1-й и 3-й батальоны были обращены на формирование нового Мингрельского гренадерского полка, в котором были сохранены знаки отличия, старшинство сохранено не было.
- 42-й егерский полк: сформирован 19 октября 1810 г. из Эстляндского мушкетёрского полка, в 1819 г. переименован в 9-й егерский, но в 1825 г. прежнее именование было возвращено; упразднён 21 марта 1834 г., старшинство полка сохранено не было, а знаки отличия были сохранены в Тифлисскому и Мингрельском гренадерских полках.
- 43-й егерский полк: сформирован 19 октября 1810 г. из Новгородского мушкетёрского полка (имевшего старшинство с 25 июня 1700 г. и упразднённого в 1833 г.), в 1819 г. переименован в 16-й егерский, но в 1825 г. прежнее именование было возвращено; упразднён 21 марта 1834 г., старшинство полка сохранено не было.
- 44-й егерский полк: сформирован 19 октября 1810 г. из Великолуцкого мушкетёрского полка, 16 июля 1819 г. переименован в 45-й егерский; упразднён 28 января 1833 г., старшинство полка сохранено не было, а знаки отличия сохранены в Выборгском пехотном полку.
- 45-й егерский полк: сформирован 19 октября 1810 г. из Пензенского мушкетёрского полка (имевшего старшинство с 1700 г. и упразднённого в 1833 г.), 16 июля 1819 г. переименован в 44-й егерский; упразднён 21 марта 1834 г., старшинство полка было сохранено в Аварском пехотном полку, а знаки отличия унаследованы были в Аварском, Севастопольском и Сухумском пехотных полках.
- 46-й егерский полк: сформирован 19 октября 1810 г. из Саратовского (старого) мушкетёрского полка (имевшего старшинство с 20 августа 1798 г. и упразднённого в 1833 г.), 12 февраля 1816 г. переименован в 17-й егерский и в 1819 г. — в 41-й егерский, в 1825 г. полку было возвращено название 17-го егерского; упразднён 28 января 1833 г., старшинство и знаки отличия были сохранены в Вяземском пехотном полку.
- 47-й егерский полк: сформирован 17 января 1811 г.; упразднён 28 января 1833 г., старшинство полка сохранено не было.
- 48-й егерский полк: сформирован 17 января 1811 г.; упразднён 28 января 1833 г., старшинство полка сохранено не было, а знаки отличия были частично переданы в Кубанский пехотный полк.
- 49-й егерский полк: сформирован 29 октября 1811 г.; упразднён 28 января 1833 г., старшинство полка сохранено не было, а знаки отличия сохранены в Дагестанском и Закатальском пехотных полках.
- 50-й егерский полк: сформирован 29 октября 1811 г.; упразднён 28 января 1833 г., старшинство полка сохранено не было, а знаки отличия были сохранены в Самурском и Закатальском пехотных полках.

### 51-й — 57-й егерские полки
В 1813 г. было сформировано ещё семь егерских полков.
- 51-й егерский полк: сформирован 11 апреля 1813 г., 30 августа 1815 г. назван 8-м егерским; упразднён 28 января 1833 г. старшинство и знаки отличия были сохранены в Енисейском пехотном полку.
- 52-й егерский полк: сформирован 11 апреля 1813 г., 30 августа 1815 г. назван 14-м егерским; упразднён 28 января 1833 г. старшинство и знаки отличия были сохранены в Серпуховском пехотном полку.
- 53-й егерский полк: сформирован 11 апреля 1813 г., 30 августа 1815 г. назван 20-м егерским; упразднён 28 января 1833 г., старшинство и знаки отличия были сохранены в Камском пехотном полку.
- 54-й егерский полк: сформирован 4 ноября 1813 г. из Красинского пехотного полка, 30 августа 1815 г. назван 21-м егерским; упразднён 28 января 1833 г., старшинство и знаки отличия были сохранены в Пензенском пехотном полку.
- 55-й егерский полк: сформирован 4 ноября 1813 г. из Ростовского пехотного полка, 30 августа 1815 г. назван 26-м егерским; упразднён 28 января 1833 г., старшинство полка сохранено не было.
- 56-й егерский полк: сформирован 4 ноября 1813 г. из Измаильского пехотного полка, 30 августа 1815 г. назван 29-м егерским; упразднён 28 января 1833 г., старшинство полка сохранено не было.
- 57-й егерский полк: сформирован 4 ноября 1813 г. из Бендерского (старого) пехотного полка, 30 августа 1815 г. назван 46-м егерским; упразднён 28 января 1833 г., старшинство полка сохранено не было.

### Новые 51-й — 52-й егерские полки
Точная дата сформирования этих полков не выяснена. По упразднении егерских полков 28 января 1833 г. их судьба сложилась следующим образом:
- Новый 51-й егерский полк — 1-й и 3-й батальоны были присоединены к Модлинскому, а 2-й — к Прагскому пехотным полкам. Старшинство полка сохранено не было.
- Новый 52-й егерский полк — 1-й и 3-й батальоны были присоединены к Замосцкому, а 2-й — к Люблинскому пехотным полкам. Старшинство полка сохранено не было.
- Нового 53-го егерского полка, указанного в книге Шенк В. К. Гренадерские и пехотные полки. Справочная книжка императорской главной квартиры. СПб., 1909 (с. 111) и якобы присоединённого к Рязанскому пехотному полку не существовало. К Рязанскому полку был присоединён 56-й егерский полк.